# ベグル
ベグル （Bègles、ガスコーニュ語:Begla）は、フランス、ヌーヴェル＝アキテーヌ地域圏、ジロンド県のコミューン。
18世紀までベグルはブドウ畑で知られ、その後19世紀には干しダラで有名になり、20世紀終わりに産業は衰退した。現在の傾向は、持続可能エネルギー技術に特化された発展である。

## 地理
ベグルはボルドー都市共同体に属する27のコミューンの1つである。北をボルドー、西をタランス、南をヴィルナーヴ＝ドルノンと接し、東はガロンヌ川である。
ガロンヌ川西岸は、主として古代に沖積した海洋堆積物の土壌である。1900万年前の地層は、貝の含まれる石灰質の砂である。

## 歴史
1091年にはBecla、1187年にはBecclaの名で記された。Beculaの名は15世紀以前には確認されていない。一説によるとBèglesはケルト語のBécula（ケルト以前の言語で、小さなくちばしを意味するbeccoから派生）から発展したという。
ベグルに人が定住した最古の記録は15万年前で、1966年に新石器時代の手斧や火打石が発見された。およそ5000年前の巨石記念物が近郊のヴィルナーヴ＝ドルノンで発見されている。
歴史的にボルドーからランゴンへ向かう街道に挟まれていた。ベグルの土地は、互いに孤立した集落で構成されていた。西は13世紀にラ・ラズと呼ばれる地域で、大きな三角形型のブドウ畑が設計されていた。人はまばらで、作物からの収益は少なかった。そこはブドウ畑を往来する荷物を運搬するためのささやかな道があった。
6世紀、サンクトゥス・ペトルス・デ・ベクラ教会（église Sanctus Pétrus de Bécula）を、ベネディクト会派のサント＝クロワ・ド・ボルドー修道院が建てた。その教会は漁師の守護聖人ペトロに捧げられており、フランス革命までは巡礼地となっていた。現在の教会建物は、13世紀に聖モールの聖遺物を提供したベネディクト会派によって再建されたものである。
12世紀に初めて貴族の名があげられる。ガロ＝ローマ時代に起源をもつサンテュジャン家は、本質的にブドウが植えつけられている広大な土地の所有者となった。1295年、フィリップ4世はベグルをボルドーの司法管区へ加えた。サン＝ピエール教会の同胞団構成員は、コミューンの経済利益に責任をおっており、教会周辺での暮らしが中心だった。
1598年、アンリ4世はカトリックとユグノーとの間の宗教戦争を終わらせるナントの勅令を公布した。ベグルは改革派と呼ばれる新教徒の信仰の中心とみなされており、フィリップ・ドルナノ元帥はのちにボルドー市長にもなった。1605年、プロテスタントの教会が現在の場所に建てられた。しかし、建物は1685年にルイ14世がナントの勅令を廃止すると取り壊された。
ベグル西部の広大な地域は、ボルドー市街に近いために、貴族やブルジョワ階級の家があった。教区全体で、旅籠やカントリーハウスで構成される集落が、広い領域の中で孤立していた。ワイン用ブドウ栽培は非常に重要だった。しかし19世紀のブドウの病気流行で、大規模な不動産の減少が土地の台帳を変更させることとなった。19世紀終わりに開発業者が土地を買うと、地域には新しい道が通された。1830年代、タラを最初に乾燥させる加工所がベグルに置かれた。これはフェカンに次いで国内2番目であった。この繁栄の記録として、タウンホールの前にあるソーヴロシュ乾燥所（la sécherie Sauveroche）が象徴となっている。ボルドー＝トゥールーズ間の鉄道は1856年に開通した。この路線が急にベグルを2つに分断し、東部は強烈に切り刻まれた。ナポレオン3世時代の1864年に行われた大通りの建設は、ベグルの面積76ヘクタールを分断した。1880年代、最初の重化学工場がベグルに設置された。石油精製所がブドウ畑の中に建設された。19世紀末には工業の発展が見られた。
1925年から1932年までアレクシス・カペルが市長であった時代、市営プールが建設された。アールデコ様式のプールはボルドー地域最古のプールであり、歴史文化財に登録されている。

## 交通
- 鉄道 - ボルドー・トラムC線

## 姉妹都市
- コリャド・ビリャルバ、スペイン
- ズール、ドイツ
- ブレイ、アイルランド